# Studniční hora
Studniční hora är ett berg i Tjeckien. Det ligger i den norra delen av landet, 110 km nordost om huvudstaden Prag. Toppen på Studniční hora är 1 554 meter över havet. Studniční hora ingår i Zlaté návrší.
Terrängen runt Studniční hora är huvudsakligen kuperad.Runt Studniční hora är det ganska tätbefolkat, med 58 invånare per kvadratkilometer. Närmaste större samhälle är Vrchlabí, 13,1 km sydväst om Studniční hora. I omgivningarna runt Studniční hora växer i huvudsak blandskog.